# Rich T. Buckler
Richard „Rich“ Thompson Buckler (* 27. Oktober 1865 bei Oakland, Coles County, Illinois; † 23. Januar 1950 in Crookston, Minnesota) war ein US-amerikanischer Politiker. Zwischen 1935 und 1943 vertrat er den Bundesstaat Minnesota im US-Repräsentantenhaus.

## Werdegang
Rich Buckler besuchte die öffentlichen Schulen seiner Heimat und wurde danach im Coles County in der Landwirtschaft tätig. Im Jahr 1904 zog er nach Andover in Minnesota. Auch in seiner neuen Heimat arbeitete er als Landwirt. Außerdem engagierte er sich in verschiedenen politischen Vertretungen der Farmer. Darüber hinaus bekleidete Buckler viele lokale Ämter in der Gemeinde- und Schulverwaltung. Zwischen 1915 und 1933 saß er dreimal als Mitglied im Senat von Minnesota.
Bei den Kongresswahlen des Jahres 1934 wurde Buckler als Kandidat der Farmer-Labor Party im neunten Wahlbezirk von Minnesota in das US-Repräsentantenhaus in Washington, D.C. gewählt, wo er am 3. Januar 1935 die Nachfolge von Francis Shoemaker antrat. Nach drei Wiederwahlen konnte er bis zum 3. Januar 1943 vier zusammenhängende Legislaturperioden im Kongress absolvieren. Dort wurden zunächst noch viele der New-Deal-Gesetze der Bundesregierung verabschiedet. Seit Dezember 1941 überschatteten die Ereignisse des Zweiten Weltkrieges auch die Arbeit des Kongresses.
1942 verzichtete Buckler auf eine erneute Kandidatur. In den folgenden Jahren bis zu seinem Tod im Januar 1950 arbeitete er wieder in der Landwirtschaft.